# マーク・リヴォルシー
マーク・リヴォルシー（Mark Livolsi、1962年4月10日 - 2018年9月23日）は、アメリカ合衆国・ペンシルバニア州ワシントン郡キャノンズバーグの出身であり、アメリカ映画編集者協会（ACE）に会員登録されているフィルムエディターである。

## フィルモグラフィ
- バニラ・スカイ Vanilla Sky（2001）編集
- エイプリルの七面鳥 Pieces of April（2003）編集
- ガール・ネクスト・ドア The Girl Next Door（2004）編集
- マイ・スイサイダル・スウィートハート My Suicidal Sweetheart（2005）編集
- ウェディング・クラッシャーズ Wedding Crashers（2005）編集
- プラダを着た悪魔 The Devil Wears Prada（2006）編集
- ブラザーサンタ Fred Claus（2007）編集
- マーリー 世界一おバカな犬が教えてくれたこと Marley & Me（2008）編集
- しあわせの隠れ場所 The Blind Side（2009）編集
- ビッグ・ボーイズ しあわせの鳥を探して The Big Year（2011）編集
- 幸せへのキセキ We Bought a Zoo（2011）編集
- ミッドナイト・ガイズ Stand Up Guys（2012）編集
- ウォルト・ディズニーの約束 Saving Mr. Banks（2013）編集
- ジャッジ 裁かれる判事 The Judge（2014）編集
- ジャングル・ブック The Jungle Book（2016）編集
- ライオン・キング The Lion King（2019）編集 ※遺作